# Primi ministri della Federazione di Bosnia ed Erzegovina
Il primo ministro della Federazione di Bosnia ed Erzegovina (Predsjednik Vlade Federacije Bosne i Hercegovine) è il capo del governo della Federazione di Bosnia ed Erzegovina, entità federata allo stato della Bosnia ed Erzegovina. L'attuale premier in carica è Nermin Nikšić.

## Primi ministri (1994-oggi)
| nome                | Nascita-Morte | Inizio mandato   | Fine mandato     | Partito                                           |
| ------------------- | ------------- | ---------------- | ---------------- | ------------------------------------------------- |
| Haris Silajdžić     | 1945–         | 31 maggio 1994   | 31 gennaio 1996  | Partito d'Azione Democratica                      |
| Izudin Kapetanović  | 1953–         | 31 gennaio 1996  | 18 dicembre 1996 | Partito d'Azione Democratica                      |
| Edhem Bičakčić      | 1952–         | 18 dicembre 1996 | 11 gennaio 2001  | Partito d'Azione Democratica                      |
| Dragan Čović        | 1956–         | 11 gennaio 2001  | 12 marzo 2001    | Unione Democratica Croata di Bosnia ed Erzegovina |
| Alija Behmen        | 1940–2018     | 12 marzo 2001    | 14 febbraio 2003 | Partito Socialdemocratico di Bosnia ed Erzegovina |
| Ahmet Hadžipašić    | 1952–2008     | 14 febbraio 2003 | 30 marzo 2007    | Partito d'Azione Democratica                      |
| Nedžad Branković    | 1962–         | 30 marzo 2007    | 27 maggio 2009   | Partito d'Azione Democratica                      |
| Vjekoslav Bevanda   | 1956–         | 27 maggio 2009   | 25 giugno 2009   | Unione Democratica Croata di Bosnia ed Erzegovina |
| Mustafa Mujezinović | 1954–2019     | 25 giugno 2009   | 17 marzo 2011    | Partito d'Azione Democratica                      |
| Nermin Nikšić       | 1960–         | 17 marzo 2011    | 31 marzo 2015    | Partito Socialdemocratico di Bosnia ed Erzegovina |
| Fadil Novalić       | 1959–         | 31 marzo 2015    | 28 aprile 2023   | Partito d'Azione Democratica                      |
| Nermin Nikšić       | 1960–         | 28 aprile 2023   | in carica        | Partito Socialdemocratico di Bosnia ed Erzegovina |